# Sociograph
Sociograph es una tecnología que se enmarca en al ámbito de la Neurociencia Social, ciencia que estudia los procesos neuropsicológicos, cognivos, perceptivos, emocionales dentro de un paradigma social o grupal. Procesos que estudia el comportamiento de los grupos en ámbitos como la toma de decisiones, la comunicación audiovisual, la publicidad, el Neuromarketing, la opinión pública y otros muchos campos de la Psicología y la Sociología.La tecnología Sociograph fue patentada por la Universidad de Salamanca en el año 2003. Utiliza la actividad electrodérmica (EDA) como marcador somático para la medición de los niveles de atención y emoción grupales (EDAg) en diferentes contextos sociales y grupos de sujetos. Se realizan mediciones basadas en la EDAg y en los tres componentes que la configuran: 1) actividad EDLg (group electrodermal activityl level) o tónica, mide los niveles de activación cortical del grupo -arousal- implicados en los procesos atencionales; 2) actividad EDRg (group electrodermal response) o fásica, mide los cambios individuales simultáneamente ante un estímulo formando una variable única expresada en reacciones emocionales cuantificables (sistema límbico); y 3) actividad espontánea NSAg (group non specifity activity), mostrando la labilidad vegetativa específica individual, medida igualmente de forma simultánea, y pudiendo enmascarar o perturbar las otras mediciones. Todas ellas se realizan de forma sincronizada a todos los participantes del grupo, con un muestreo de 20 a 40 medidas por segundo. Los datos son procesados mediante modelos matemáticos de series temporales, permitiendo eliminar la variabilidad espontánea individual para detectar sólo reacciones grupales con elevados niveles de amplificación de las señales (entre 16 y 50 sujetos). Hace posible, por ello, la identificación de reacciones y fenómenos grupales que no serían de otra forma identificables, lo que abre un interesante campo en la investigación social. A su vez, el sistema permite analizar de forma detallada un amplio espectro de variables psicofisiológicas.
Sociograph entiende el grupo no solo como un conjunto de datos de sujetos que reaccionan a estímulos o situaciones grupales en el que “el todo equivale a la suma de las partes,” sino como un concepto más amplio en el que “el todo es más que la suma de las partes”. Es decir, en un grupo se podrían manifestar reacciones debidas precisamente a estar bajo la influencia del grupo; así, el grupo es entendido como un ecosistema con reacciones especificas propias. Las reacciones y emociones humanas pueden tener sentidos diferentes cuando son experimentadas dentro de un contexto grupal, pudiendo considerarse “emociones colectivas“y esta tecnología permite acceder a ellas.
```
Sociograph basa su funcionamiento en el registro simultáneo de variables psicofisiológicas  ( como puede ser la actividad electrodérmica ) en un grupo de sujetos en tiempo real y con análisis posteriores, por medio de modelados matemáticos y algoritmos basados, fundamentalmente, en 
análisis de series temporales
. Esta actividad eléctrica se recoge gracias a unos brazaletes colocados en la muñeca de cada participante con dos sensores emplazados en la segunda falange de los dedos índice y corazón. Esta tecnología permite la medición de los procesos reactivos, atencionales y emocionales que son compartidos por los miembros del grupo, separándolos de los procesos individuales. Siempre teniendo en cuenta que los seres humanos, cuando están en grupos, presentan conductas y emociones diferentes a las que se tienen en el nivel individual, lo que permite abrir, con esta tecnología, un nuevo campo a la investigación social.
```

## Historia
José Luis Martínez Herrador, catedrático de Psicología Evolutiva de la Facultad de Educación y Turismo de la Universidad de Salamanca presentó en 2008 esta tecnología tras sus hallazgos sobre el potencial de la piel para determinar los niveles de atención y de emoción de las personas. En un principio esta técnica establecía la comunicación de las señales directamente por medio de cables, pero una empresa de tecnologías de la información y la comunicación desarrolló una nueva tecnología basada en comunicación inalámbrica, portátil, sin cables y menos pesada y que permite salir de las limitaciones de un laboratorio y realizar las mediciones
en espacios abiertos con lo que se ampliaba su validez ecológica.  El uso de esta tecnología para realizar estudios comenzó  en 2013.